# Agenda (Kansas)
Agenda és una població dels Estats Units a l'estat de Kansas. Segons el cens del 2000 tenia 81 habitants.

## Demografia
Segons el cens del 2000, Agenda tenia 81 habitants, 38 habitatges, i 24 famílies. La densitat de població era de 208,5 habitants per km².
Dels 38 habitatges en un 23,7% hi vivien nens de menys de 18 anys, en un 57,9% hi vivien parelles casades, en un 2,6% dones solteres, i en un 36,8% no eren unitats familiars. En el 36,8% dels habitatges hi vivien persones soles el 15,8% de les quals corresponia a persones de 65 anys o més que vivien soles. El nombre mitjà de persones vivint en cada habitatge era de 2,13 i el nombre mitjà de persones que vivien en cada família era de 2,75.
Per edats la població es repartia de la següent manera: un 22,2% tenia menys de 18 anys, un 4,9% entre 18 i 24, un 23,5% entre 25 i 44, un 18,5% de 45 a 60 i un 30,9% 65 anys o més.
L'edat mediana era de 44 anys. Per cada 100 dones de 18 o més anys hi havia 80 homes.
La renda mediana per habitatge era de 26.500 $ i la renda mediana per família de 39.063 $. Els homes tenien una renda mediana de 31.250 $ mentre que les dones 11.250 $. La renda per capita de la població era de 13.307 $. Cap de les famílies i el 5,9% de la població estaven per davall del llindar de pobresa.

## Poblacions més properes
El següent diagrama mostra les poblacions més properes.